# Gunung Lengkuas
Gunung Lengkuas is een bestuurslaag in het regentschap Bintan van de provincie Riau-archipel, Indonesië. Gunung Lengkuas telt 5004 inwoners (volkstelling 2010).